# Esa Diva
"Esa Diva" é uma canção da cantora espanhola Melody, escrita por ela própria juntamente com Alberto Fuentes Lorite, e produzida por Joy Deb, Peter Boström e Thomas G:son. Foi lançada a 20 de dezembro de 2024 para o Benidorm Fest 2025, que mais tarde venceu, e representou Espanha no Festival Eurovisão da Canção de 2025.

## Eurovisão
A Radiotelevisión Española (RTVE) organizou o concurso Benidorm Fest 2025 com 16 participantes, sendo esta a 4.ª edição do evento, a fim de selecionar a sua participação no Festival Eurovisão da Canção 2025. O concurso consistiu em duas semifinais compostas por oito canções, sendo que as quatro melhores canções de cada semifinal se qualificaram para a final. Os resultados de cada espetáculo foram determinados através de uma combinação de votação pública na televisão, um júri demoscópico e um júri de peritos. As categorias representaram 25%, 25% e 50% do total de votos, respetivamente.
A RTVE anunciou «Esa Diva» como canção concorrente na seleção de 12 de novembro de 2024. Foi colocada na segunda semi-final, onde foi sorteada para atuar em último lugar. A 30 de janeiro de 2025, qualificou-se da sua semi-final, depois de terminar na metade superior do júri e dos votos do público. A 1 de fevereiro de 2024, a canção foi apresentada em último lugar na final e venceu o concurso depois de obter o 1.º lugar do televoto e o terceiro lugar do júri. Em consequência, foi a escolhida para representar Espanha no Festival Eurovisão da Canção de 2025 em Basileia, na Suíça.